# Laphystia sillersi
Laphystia sillersi är en tvåvingeart som beskrevs av Hull 1963. Laphystia sillersi ingår i släktet Laphystia och familjen rovflugor. Inga underarter finns listade i Catalogue of Life.